# 70. ročník udílení Zlatých glóbů
70. ročník udílení Zlatých glóbů se konal 13. ledna 2013 v hotelu Beverly Hilton v Beverly Hills, Los Angeles. Galavečer moderovala dvojice komediálních hereček Tina Fey a Amy Poehlerová, které byly zároveň nominované v kategorii nejlepší herečka v komediálním seriálu. Hollywoodská asociace zahraničních novinářů vyhlásila nominace 13. prosince 2012. Miss Golden Globe byla pro tento ročník dcera Clinta Eastwooda a Frances Fisher, herečka Francesca Eastwood. Cenu Cecila B. DeMilla za celoživotní přínos filmovému průmyslu obdržela herečka Jodie Fosterová. Asociace to oznámila na své tiskové konferenci 1. listopadu 2012.
Nejvíc Glóbů získala muzikálová adaptace Hugova románu Bídníci, která ze čtyř nominací proměnila v cenu tři. Favorizovaný historický snímek Stevena Spielberga Lincoln neuspěl – získal sice nejvíc nominací, sedm, ocenění si však nakonec odnesl pouze hlavní mužský představitel Daniel Day-Lewis. Nejlepším filmem se stalo drama Argo, jehož režisér Ben Affleck si odnesl rovněž cenu za nejlepší režii.
V televizních kategoriích si nejvíc cen, tři, odnesly dramatický seriál Ve jménu vlasti a televizní film Prezidentské volby. Hlavní představitelka seriálu Homeland, Claire Danesová, získala Zlatý glóbus druhý rok po sobě.

## Vítězové a nominovaní

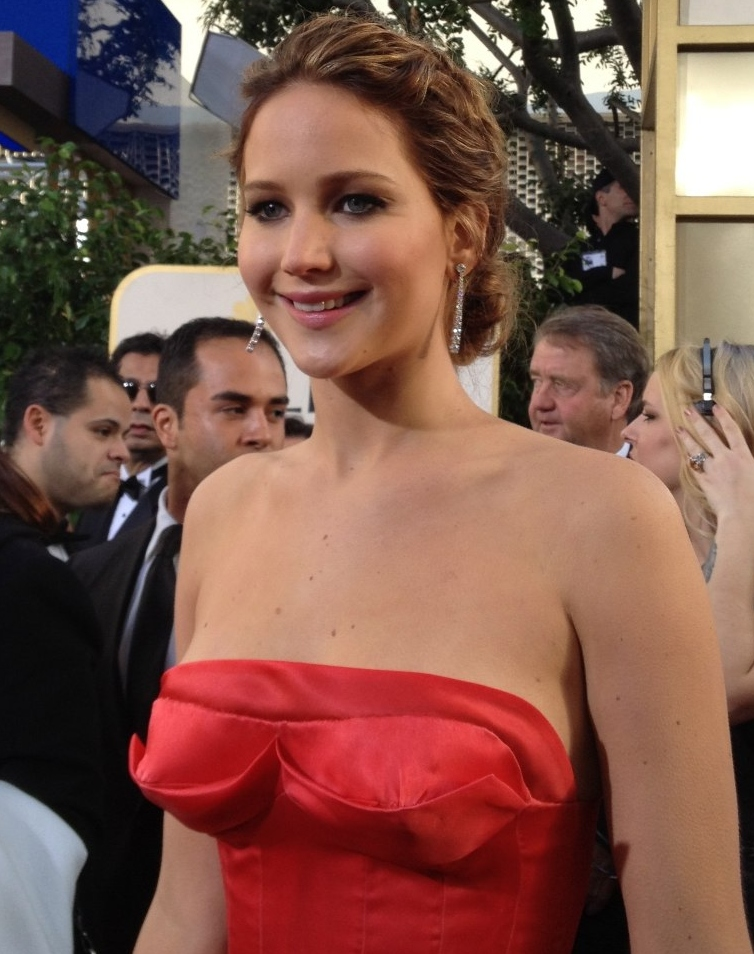
Jennifer Lawrenceová, vítězka v kategorii nejlepší ženský herecký výkon v hlavní roli

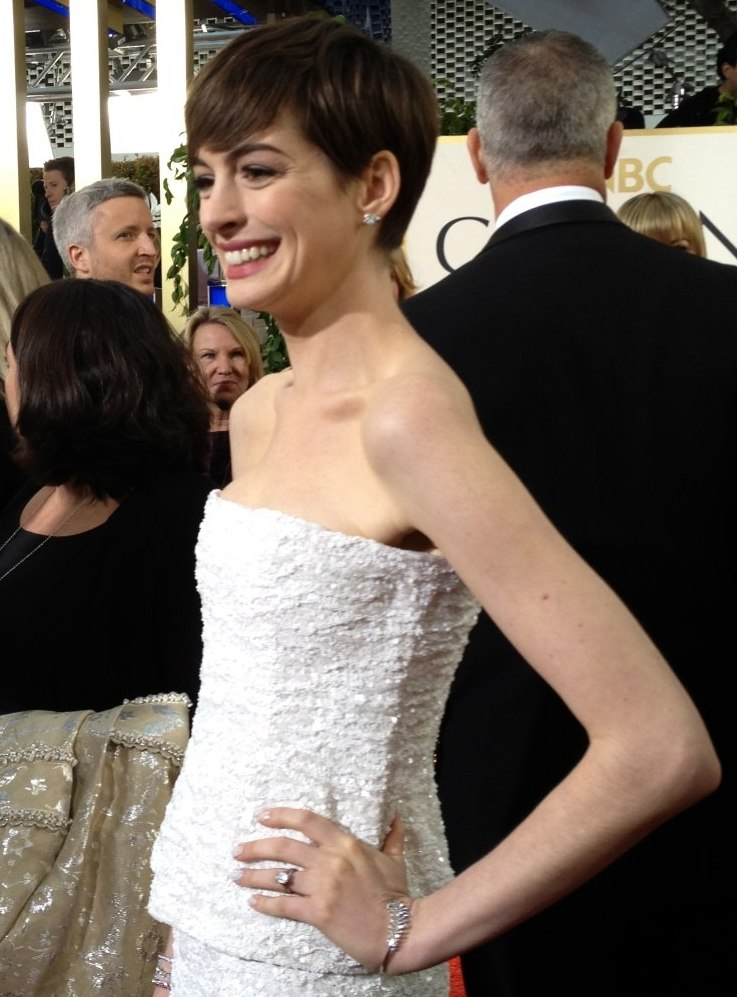
Anne Hathawayová, vítězka v kategorii nejlepší ženský herecký výkon ve vedlejší roli

### Film
| Nejlepší film (drama) | Nejlepší film (muzikál nebo komedie) |
| --- | --- |
| - Argo - Lincoln - Nespoutaný Django - Pí a jeho život - 30 minut po půlnoci | - Bídníci - Až vyjde měsíc - Báječný hotel Marigold - Lov lososů v Jemenu - Terapie láskou |
| Nejlepší herec (drama) | Nejlepší herečka (drama) |
| - Daniel Day-Lewis – Lincoln - Richard Gere – Smrtelné lži - John Hawkes – Sezení - Joaquin Phoenix – Mistr - Denzel Washington – Let                                                                                        | - Jessica Chastainová – 30 minut po půlnoci - Marion Cotillard – Na dřeň - Helen Mirrenová – Hitchcock - Naomi Wattsová – Nic nás nerozdělí - Rachel Weisz – Bezedné moře |
| Nejlepší herec (muzikál nebo komedie) | Nejlepší herečka (muzikál nebo komedie) |
| - Hugh Jackman – Bídníci - Jack Black – Bernie - Bradley Cooper – Terapie láskou - Ewan McGregor – Lov lososů v Jemenu - Bill Murray – Jiný kraj, jiný mrav                                                                  | - Jennifer Lawrenceová – Terapie láskou - Emily Bluntová – Lov lososů v Jemenu - Judi Dench – Báječný hotel Marigold - Maggie Smith – Kvartet - Meryl Streep – Druhá šance |
| Nejlepší herec ve vedlejší roli | Nejlepší herečka ve vedlejší roli |
| - Christoph Waltz – Nespoutaný Django - Alan Arkin – Argo - Leonardo DiCaprio – Nespoutaný Django - Philip Seymour Hoffman – Mistr - Tommy Lee Jones – Lincoln                                                               | - Anne Hathawayová – Bídníci - Amy Adams – Mistr - Sally Fieldová – Lincoln - Helen Hunt – Sezení - Nicole Kidman – Reportér |
| Nejlepší režisér | Nejlepší scénář |
| - Ben Affleck – Argo - Kathryn Bigelowová – 30 minut po půlnoci - Ang Lee – Pí a jeho život - Steven Spielberg – Lincoln - Quentin Tarantino – Nespoutaný Django                                                             | - Quentin Tarantino – Nespoutaný Django - Mark Boal – 30 minut po půlnoci - Tony Kushner – Lincoln - David O. Russell – Terapie láskou - Chris Terrio – Argo |
| Nejlepší skladatel | Nejlepší původní píseň |
| - Mychael Danna – Pí a jeho život - Alexandre Desplat – Argo - Reinhold Heil, Johnny Klimek, Tom Tykwer – Atlas mraků - Dario Marianelli – Anna Karenina - John Williams – Lincoln                                           | - „Skyfall“ – Skyfall; hudba a text Adele a Paul Epworth - „For You“ – Povinnost a čest; hudba a text Monty Powell a Keith Urban - „Suddenly“ – Bídníci; hudba Claude-Michel Schonberg; text Herbert Kretzmer a Alain Boublil - „Safe and Sound“ – Hunger Games; hudba a text Taylor Swift, John Paul White, Joy Williams a T-Bone Burnett - „Not Running Anymore“ – Jako za starejch časů; hudba a text Jon Bon Jovi |
| Nejlepší animovaný film | Nejlepší cizojazyčný film |
| - Rebelka – režie Mark Andrews a Brenda Chapman - Frankenweenie: Domácí mazlíček – režie Tim Burton - Hotel Transylvánie – režie Genndy Tartakovsky - Legendární parta – režie Peter Ramsey - Raubíř Ralf – režie Rich Moore | - Láska; Rakousko – režie Michael Haneke - Na dřeň; Francie – režie Jacques Audiard - Kon-Tiki; Norsko / VB / Dánsko – režie Joachim Rønning & Espen Sandberg - Královská aféra; Dánsko – režie Nikolaj Arcel - Nedotknutelní; Francie – režie Olivier Nakache, Eric Toledano |

### Televize
| Nejlepší seriál (drama) | Nejlepší seriál (muzikál nebo komedie) |
| --- | --- |
| - Ve jménu vlasti - Impérium – Mafie v Atlantic City - Newsroom - Panství Downton - Perníkový táta                                                                                | - Girls - Epizody - Smash - Taková moderní rodinka - Teorie velkého třesku |
| Nejlepší herec (drama) | Nejlepší herečka (drama) |
| - Damian Lewis – Ve jménu vlasti - Steve Buscemi – Impérium – Mafie v Atlantic City - Bryan Cranston – Perníkový táta - Jeff Daniels – Newsroom - Jon Hamm – Šílenci z Manhattanu | - Claire Danesová – Ve jménu vlasti - Connie Britton – Nashville - Glenn Close – Patty Hewes – nebezpečná advokátka - Michelle Dockeryová – Panství Downton - Julianna Margulies – Dobrá manželka |
| Nejlepší herec (muzikál nebo komedie) | Nejlepší herečka (muzikál nebo komedie) |
| - Don Cheadle – Profesionální lháři - Alec Baldwin – Studio 30 Rock - Louis C.K. – Rozvedený se závazky - Matt LeBlanc – Epizody - Jim Parsons – Teorie velkého třesku            | - Lena Dunham – Girls - Zooey Deschanel – Nová holka - Tina Fey – Studio 30 Rock - Julia Louis-Dreyfus – Viceprezident(ka) - Amy Poehlerová – Parks and Recreation                                |
| Nejlepší herec (mini-seriál nebo TV film) | Nejlepší herečka (mini-seriál nebo TV film) |
| - Kevin Costner – Hatfieldovi a McCoyovi - Benedict Cumberbatch – Sherlock - Woody Harrelson – Prezidentské volby - Toby Jones – Dívka - Clive Owen – Hemingway a Gellhornová     | - Julianne Moore – Prezidentské volby - Nicole Kidmanová – Hemingway a Gellhornová - Jessica Lange – American Horror Story - Sienna Miller – Dívka - Sigourney Weaver – Politická hra             |
| Nejlepší herec ve vedlejší roli | Nejlepší herečka ve vedlejší roli |
| - Ed Harris – Prezidentské volby - Max Greenfield – Nová holka - Danny Huston – Město divů - Mandy Patinkin – Ve jménu vlasti - Eric Stonestreet – Taková moderní rodinka         | - Maggie Smithová – Panství Downton - Hayden Panettiere – Nashville - Archie Panjabi – Dobrá manželka - Sarah Paulsonová – Prezidentské volby - Sofía Vergara – Taková moderní rodinka            |
| Nejlepší miniseriál nebo TV film | |
| - Prezidentské volby - Dívka - Hatfieldovi a McCoyovi - The Hour - Politická hra                                                                                                  | |

### Zvláštní ocenění

#### Cena Cecila B. DeMilla
- Jodie Fosterová